# Pardosa pontica
Pardosa pontica là một loài nhện trong họ Lycosidae.
Loài này thuộc chi Pardosa. Pardosa pontica được Tord Tamerlan Teodor Thorell miêu tả năm 1875.